# Nákupní vozík

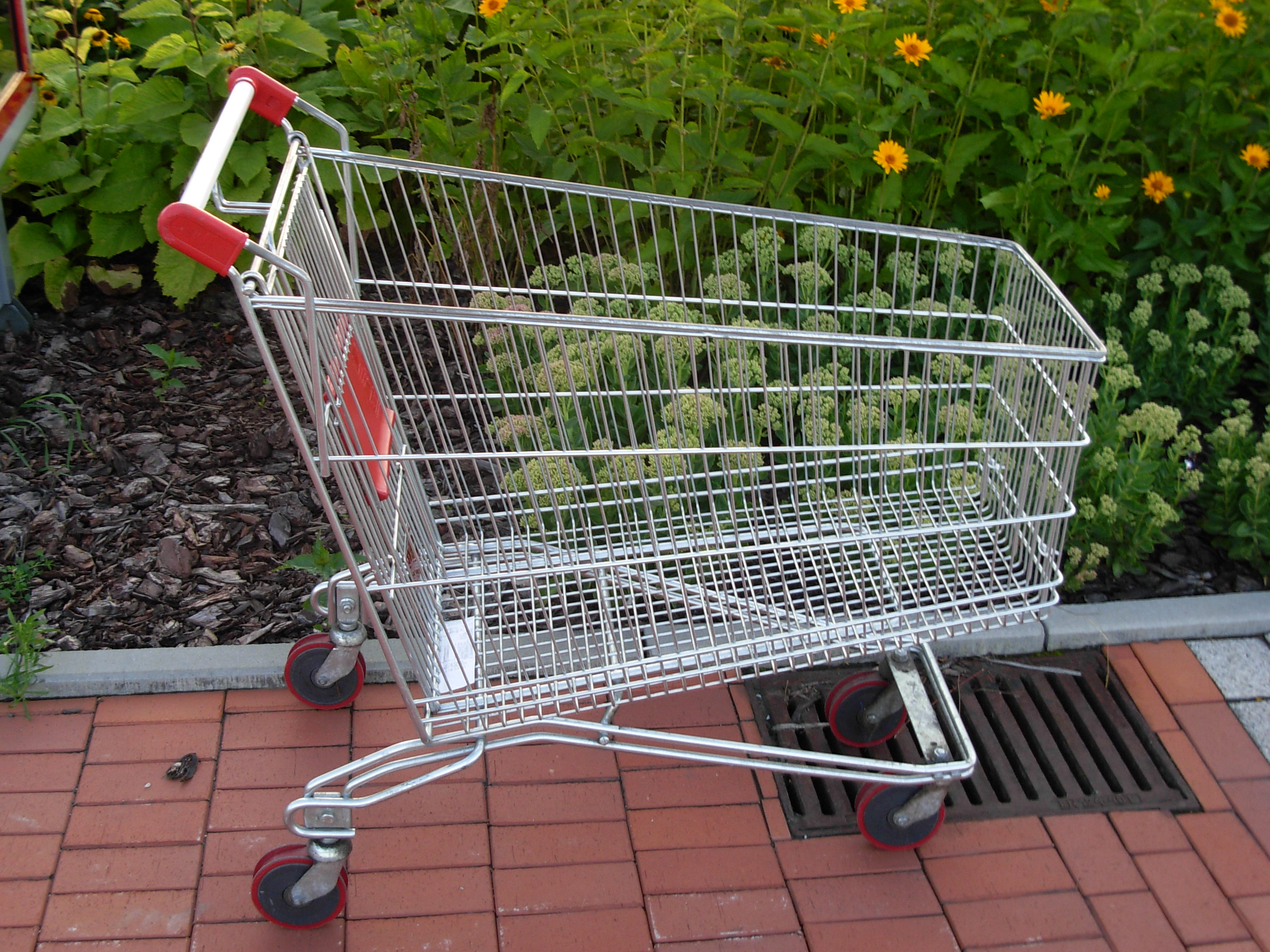
Nákupní vozík

Nákupní vozík je vozidlo, do nějž zákazníci v samoobslužných prodejnách shromažďují zboží, které hodlají nakoupit, dopravují k pokladně a u některých prodejen případně i na parkoviště k svému automobilu.
Historickým předchůdcem a souputníkem nákupního vozíku je nákupní košík, sloužící podobnému účelu.

## Historie
První nákupní vozík společně s nákupním košíkem začal být využíván v roce 1937 v Oklahoma City.
Vozíky z Česka
V Česku se od roku 1996 v Hněvotíně u Olomouce vyrábí komponenty pro nákupní vozíky. Sídlí zde jeden z 11 závodů firmy Wanzl. Wanzl je největším výrobcem vozíků na světě. Rodina Wanzlů pochází z Olomoucka, ale po přestěhování z Olomoucka založila svou firmu v Bavorsku. Další firma působí v Českých Budějovicích, zase sídlí firma Polidar. Vybavuje obchody, například i nákupními vozíky a košíky.

### Technické provedení
Nákupní vozíky jsou obvykle drátěné nebo jiného takového provedení, aby do nich bylo ze všech stran dobře vidět. Některé nákupní vozíky umožňují i umístění a přepravu malého dítěte, které s sebou nakupující vzal na nákup.
V prodejnách s šikmými pohyblivými chodníky (travelátory) se používají vozíky technicky konstruované tak, že na šikmé ploše se vozík nemůže samospádem rozjet.
S výstavbou a rozvojem supermarketů a hypermarketů začaly být používány na nákupních vozících speciální zámky, které umožňují uvolnění vozíku ze stojanu nebo z řady vozíků pouze po vložení mince nebo žetonu, které jsou uvolněny zpět až po opětovném zapojení vozíku. Toto opatření má motivovat k zachování pořádku v prodejně či u prodejny – krádežím vozíků však nezabrání.

### Krádeže vozíků
Některá velká nákupní centra, u nichž je možno s vozíkem legálně vyjíždět k parkovišti, však i tak mají potíže s jejich rozkrádáním.